# Aspitates burrenensis
Aspitates burrenensis là một loài bướm đêm trong họ Geometridae.